# Tribunal Superior de Justícia de Cantàbria
El Tribunal Superior de Justícia de Canàries (en castellà: Tribunal Superior de Justicia de Cantabria, abreviat TSJC) és el màxim òrgan del poder judicial en la comunitat autònoma de Cantàbria. Té la seva seu al Complex Judicial de Las Salesas, a Santander.

## Sales
L'alt tribunal càntabre està integrat per tres sales amb jurisdicció a l'àmbit autonòmic:
- Sala Civil i Penal
- Sala Contenciosa Administrativa
- Sala Social

## Presidència
El president del TSJ és nomenat pel rei d'Espanya per a un període de 5 anys a proposta del Consell General del Poder Judicial.

### Llista de presidents
Informació actualitzada per un bot. Els canvis manuals es perdran quan s'actualitzi!
| Imatge | Titular                                 | Des de | Fins a | Duració (en anys) | Gènere  | Lloc de naixement            |
| ------ | --------------------------------------- | ------ | ------ | ----------------- | ------- | ---------------------------- |
|        | Claudio Movilla                         | (1989) | (1997) | 7–8               | masculí | Castro Caldelas              |
|        | José Luis López del Moral Echeverría    | (2015) |        |                   | masculí |                              |
|        | César Tolosa Tribiño                    | (2004) | (2015) | 10–11             | masculí | Santa María la Real de Nieva |
|        | Francisco Javier Sánchez-Pego Fernández | (1997) | (2004) | 6–7               | masculí |                              |